# Bandidus handschini
Bandidus handschini is een insect uit de familie van de mierenleeuwen (Myrmeleontidae), die tot de orde netvleugeligen (Neuroptera) behoort. 
Bandidus handschini is voor het eerst wetenschappelijk beschreven door New in 1985.